# Volucella
Volucella is een geslacht van vliegen uit de familie van de zweefvliegen (Syrphidae).
Het zijn middelgrote, breedgebouwde vliegen, vaak sterk behaard, met een brede kop. De antennes zijn relatief kort, de vleugels lang en breed. Sommige soorten hebben een zwart-gele bandering.
De wetenschappelijke naam werd gepubliceerd in 1762 door Étienne Louis Geoffroy.

## Europese soorten
Soorten die in Europa zijn waargenomen:
- Volucella bombylans (hommelzweefvlieg)
- Volucella elegans
- Volucella inanis
- Volucella inflata
- Volucella pellucens (witte reus)
- Volucella zonaria (stadsreus)

## Soorten
- V. abdominalis Wiedemann, 1830
- V. anastasia Hull, 1946
- V. anna Williston, 1887
- V. apicalis Loew, 1866
- V. apicifera Townsend, 1895
- V. avida Osten Sacken, 1877
- V. barei Curran, 1925
- V. comstocki Williston, 1887
- V. elegans Loew, 1862
- V. eugenia Williston, 1887
- V. florida Hull, 1941
- V. fraudulenta Williston, 1891
- V. haagii Jaennicke, 1867
- V. inanis

Wespreus (Linnaeus, 1758)
- V. inflata

Gele reus (Fabricius, 1794)
- V. isabellina Williston, 1887
- V. lutzi Curran, 1930
- V. macrocephala (Giglio-Tos, 1892)
- V. megacephala (Loew, 1863)
- V. mexicana Macquart, 1842
- V. nigra Greene, 1923
- V. opalescens Townsend, 1901
- V. pallens Wiedemann, 1830
- V. pellucens

Witte reus (Linnaeus, 1758)
- V. postica Say, 1829
- V. pusilla Macquart, 1842
- V. quadrata Williston, 1891
- V. satur Osten Sacken, 1877
- V. sternalis Curran, 1930
- V. tamaulipana Townsend, 1898
- V. tau Bigot, 1883
- V. tricincta Bigot, 1875
- V. unipunctata Curran, 1926
- V. vesiculana Curran, 1947
- V. vesicularia Curran, 1947
- V. victoria Williston, 1887
- V. zonaria Poda, 1761 – Stadsreus